# 龙川站 (河源市)

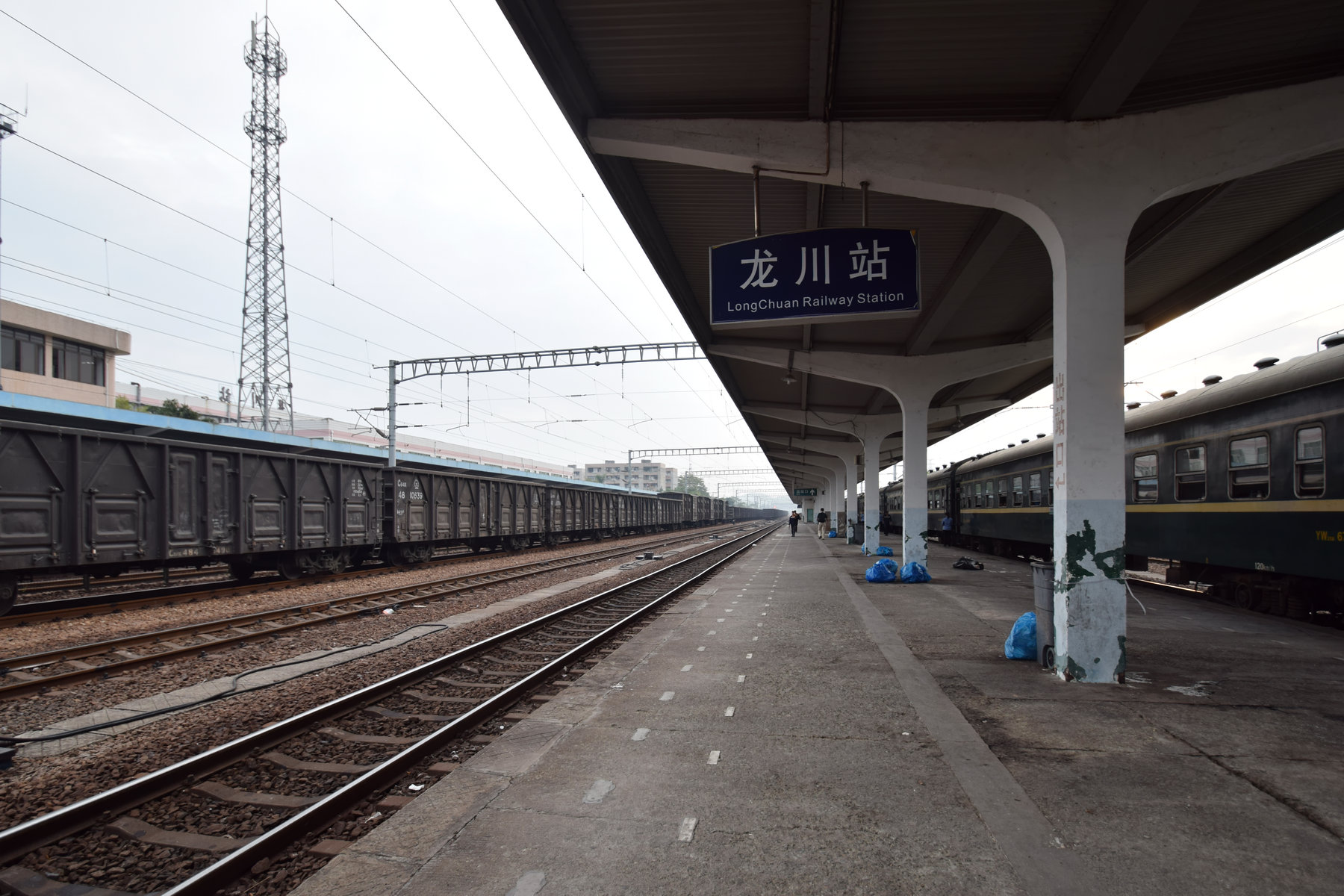
龍川站站台

龙川站为京九铁路和漳龙铁路的车站，站址位于广东省河源市龙川县老隆镇。本站建于1990年，办理客货运业务，现为一等站。该站距北京西站2102公里，距常平站213公里。